# 西山伸宏
西山 伸宏（にしやま のぶひろ、1974年 - ）は、日本の研究者。東京工業大学化学生命科学研究所教授。

## 主な略歴
- 1974年 和歌山市出身[1]
- 1996年 東京理科大学基礎工学部卒業
- 2001年 東京大学大学院工学系研究科材料学専攻博士課程修了、博士（工学）。
- 2001年 米ユタ大学薬学部（Prof. Kopecek研究室）博士研究員
- 2003年 東京大学医学部附属病院ティッシュエンジニアリング部助手
- 2004年 東京大学大学院医学系研究科附属疾患生命工学センター臨床医工学部門助手
- 2006年 東京大学大学院医学系研究科附属疾患生命工学センター臨床医工学部門講師
- 2009年 東京大学大学院医学系研究科附属疾患生命工学センター臨床医工学部門准教授
- 2013年 東京工業大学資源化学研究所高分子材料部門教授
- 2016年 がんの悪性度を検知する「ナノマシン造影剤」の開発に成功[3]

## 主な所属学会
- 高分子学会
- 日本DDS学会
- 日本バイオマテリアル学会
- 日本癌学会
- 日本分子イメージング学会

など

## 主な受賞
- 2007年 高分子学会高分子研究奨励賞
- 2009年 第一回日本DDS学会奨励賞（基礎）
- 2012年 日本癌学会奨励賞
- 2016年 第三回 パーティクルデザイン賞
- 2019年 科学技術分野の文部科学大臣表彰 科学技術賞（研究）